# Беріл Бьоджеклер
Беріл Бьоджеклер (тур. Beril Böcekler, 7 лютого 2004) — турецька плавчиня.